# Kind 44
Kind 44 (Engelse titel: Child 44) is een boek uit 2008 van de Britse schrijver Tom Rob Smith. Het boek is gebaseerd op het waargebeurde verhaal van de Oekraïense seriemoordenaar Andrej Tsjikatilo.

## Verhaal
Het verhaal speelt zich af in 1953 in de Sovjet-Unie tijdens het Stalin-regime. De idealistische veiligheidsfunctionaris Leo Demidov van de MGB onderzoekt een reeks kindermoorden. Wanneer hij na een eerste moordonderzoek op een soortgelijke moordzaak stuit, komt hij tot de vaststelling dat deze en meerdere moorden andere met elkaar in verband staan. Dat betekent tevens dat meer moorddossiers onjuist zijn. De staat ontkent echter het bestaan van een kindermoordenaar - laat staan een seriemoordenaar - in de Sovjet-Unie, omdat binnen het communistische gedachtegoed alleen het kapitalisme seriemoordenaars kan creëren. Dit zou binnen het communisme dus onmogelijk zijn. Demidov wordt tegengewerkt en maakt verscheidene vijanden die leugens verdoezelen.

## Prijzen
Kind 44 won een aantal prijzen waaronder de Ian Fleming Steel Dagger for Best Thriller of the year van de Crime Writer’s Association in 2008, de International Thriller Writer Award for Best First Novel, de Waverton Good Read Award en de British Galaxy Prize for first novels in 2009 en werd genomineerd op de longlist voor de Man Booker Prize.

## Verfilming
Het boek werd in 2015 verfilmd onder de titel Child 44, met Tom Hardy en Noomi Rapace in de hoofdrollen.